# Sabrina van der Sloot
Catharina Hendrica "Sabrina" van der Sloot (Gouda, 16 de março de 1991) é uma jogadora de polo aquático neerlandesa.

## Carreira
Van der Sloot joga pelo CN Sabadell da Espanha desde 2020. Anteriormente, ela jogou pelo GZC Donk em Gouda, Szentesi VK na Hungria. UVSE na Hungria, AS Orizzonte Catania na Itália e UZSC em Utrecht. Por causa de seu desempenho na temporada 2009-2010, Van der Sloot foi eleita Talento do Ano. Com GZC Donk ela ganhou a Copa KNZB e o campeonato holandês na temporada 2010-2011.
Após as Olimpíadas de Pequim, Van der Sloot conseguiu jogar pela seleção holandesa. A seleção holandesa conquistou a medalha de bronze no Campeonato Europeu de Zagreb (Croácia). No Mundial de Xangai (China), a seleção holandesa terminou na sétima colocação. Durante o Campeonato Europeu em Eindhoven, a equipe não passou do sexto lugar.
Nos Jogos Olímpicos de Verão de 2024, em Paris, conquistou a medalha de bronze no torneio feminino do polo aquático, após vencer confronto contra a equipe dos Estados Unidos por 11–10 na disputa pelo terceiro lugar.